# Мілан Звер
Мілан Звер (словен. Milan Zver; нар. 25 травня 1962, Любляна) — словенський соціолог, політолог та політик. Член Європейського парламенту з 2009.
Вивчав соціологію і політологію на факультеті соціальних наук Університету Любляни, пізніше навчався в Університеті Граца. У 1998 році захистив докторську, почав вести лекції в Університеті міста Марибор.
З 1990 року належить до Словенії демократичної партії (SDS). Він є віце-головою цієї організації. На початку 90-х він працював радником заступника прем'єр-міністра Жозе Пучніка, а потім міністра оборони Янеза Янши. Пізніше став офіційним представником міста Любляна, радником парламентської фракції SDS, у 2002—2004 роках радником Словенії міської ради.
У 2004 році він був обраний до Національних зборів. Незабаром, він зайняв посаду міністра культури та освіти в уряді Янеза Янши, на якій працював до 2008 року.
На виборах у 2009 році, як лідер виборчого списку SDS, став депутатом Європарламенту.
У 2012 році був кандидатом на президентських виборах, але програв у першому турі, поступившись близько 24% голосів. У 2014 році успішно переобраний до Європарламенту.
Окрім словенської, вільно володіє англійською, німецькою та сербохорватською мовами. Він є підписантом Декларації про злочини комунізму.